# Dique Chico
Dique Chico é uma comuna da província de Córdoba, na Argentina.